# بانكاج ناث
بانكاج ناث (بالبنغالية: পংকজ নাথ)‏ هو سياسي بنغلاديشي، ولد في 25 سبتمبر 1966 في مديرية باريسال في بنغلاديش. حزبياً، نشط في رابطة عوامي. وقد انتخب عضو الدورة العاشرة لمجلس الأمة البنغلاديشي ‏ عن دائرة Barisal-4 ‏ وقد انضم خلال فترته النيابية ‏ (5 يناير 2014 – )  للكتلة البرلمانية رابطة عوامي.